# Liebster Jesu, mein Verlangen, BWV 32
Liebster Jesu, mein Verlangen, BWV 32(Estimat Jesús, desig meu), és una cantata religiosa de Johann Sebastian Bach per al primer diumenge després del dia de Reis, estrenada a Leipzig el 13 de gener de 1726.

## Origen i context
Pertany al tercer cicle de cantates compostes a Leipzig i el llibret és de Georg Christian Lehms (1684-1717), bibliotecari i poeta de la cort de Darmstadt. És, de fet, un diàleg entre l'ànima creient i Jesús, cantats com és habitual pel soprano i el baix, respectivament, que vol simbolitzar que l'allunyament de Déu i el consol en Déu, són els estats fonamentals de la vida humana. Segueix l'evangeli del dia Lluc (2, 40-52), que narra l'episodi de Jesús nen en el Temple discutint amb els doctors de la Llei. El llibretista no havia previst el coral final i Bach hi afegí la dotzena estrofa de l'himne Weg, mein Herz, mit den Gedanken de Paul Gerhardt (1647). Probablement Bach aprofità materials d'una cantata profana composta a Köthen. Les altres dues cantates conservades per a aquest diumenge són la BWV 124 i la BWV 154.

## Anàlisi
Obra escrita per a soprano, baix i cor; oboè, corda i baix continu. Consta de sis números.
1. Ària (soprano): Liebster Jesu, mein Verlangen (Estimat Jesús, desig meu)
2. Recitatiu (baix): Was ists, dass du mich gesuchet? (Per què em busques?)
3. Ària (baix): Hier, in meines Vaters Stätte (Aquí, a la Llar de mon Pare)
4. Recitatiu (duet de soprano i baix): Ach! heiliger und großer Gott (Ah, Sant i Gran Déu!)
5. Ària (duet de soprano i baix): Nun verschwinden alle Plagen (Ja se'n van tots els dolors)
6. Coral: Mein Gott, öffne mir die Pforten (Déu meu, obre'm les portes)

L'ària de soprano que obre l'obra, té un cert aire d'obertura, l'oboè desenvolupa un diàleg intens amb la veu, sobre el fons harmònic dels violins i la viola; dues idees, umfange mich (abraça'm) i erfreue mich (fes-me content) trenquen el discurs melòdic amb uns melismes. El recitatiu de baix, número 2, és pràcticament la resposta que, segons l'evangeli, dona Jesús als seus pares, quan el troben en el temple. El diàleg místic entre l'anima i Jesús, comença en el recitatiu número 4, sostingut per la corda i el continu, i porta a l'ària que amb la incorporació de l'oboè arrodoneix la sensació de joia i exaltació. El coral que clou la cantata és obra del mateix Bach, i ressalta l'ambient d'alegria amb la melodia de Freu dich sehr, o meine Seele que es troba, també, en altres cantates. Té una durada d'uns vint minuts.

## Discografia seleccionada
- J.S. Bach: Das Kantatenwerk. Sacred Cantatas Vol. 2. Gustav Leonhardt, Knabenchor Hannover, Heinz Henning (director del cor), Leonhardt-Consort, Walter Gampert, Max van Egmond. (Teldec), 1994.
- J.S. Bach: The complete live recordings from the Bach Cantata Pilgrimage. CD 4: Hauptkirche St. Jacobi, Hamburg; 9 de gener de 2000. John Eliot Gardiner, Monteverdi Choir, English Baroque Soloists, Gillian Keith, James Gilchrist, Stephen Varcoe. (Soli Deo Gloria), 2013.
- J.S. Bach: Complete Cantatas Vol. 17 . Ton Koopman, Amsterdam Baroque Orchestra & Choir, Barbara Bartosz, Klaus Martens. (Challenge Classics), 2005.
- J.S. Bach: Cantatas Vol. 42. Masaaki Suzuki, Bach Collegium Japan, Rachel Nicholls, Peter Kooij. (BIS), 2009.
- J. S. Bach: Church Cantatas Vol. 11. Helmuth Rilling, Gächinger Kantorei, Bach-Collegium Stuttgart. Arleen Augér, Walter Heldwein. (Hänssler), 1999.
- J.S. Bach: Cantata BWV 32 & BWV 76. Hermann Scherden, Academy Choir, Vienna State Opera, Magda Laszlo, Richard Standen (gravació 1950-52). (Archipel records), 2004.
- Alfredo Bernardini, Kirchheimer BachConsort, Hana Blažíková, Dominik Wörner J. S. Bach Dialogkantaten BWV 32, 57, 58. cpo, 2016.